# 이광하 효자각
이광하 효자각은 충청북도 음성군 금왕읍에 있다. 2015년 11월 25일 음성군의 향토문화유적 제25호로 지정되었다.

## 개요
이광하 효자각은 이광하의 효를 기리기 위한 정려로 1893년 건립되었다. 이 효자각은 정면 1칸, 측면 1칸의 우진각지붕집으로, 기단은 자연석으로 1단을 쌓은 후, 그 기단 위에 둥근원형 주초석을 놓고 그 위에 원형기둥을 세웠다.